# General Nakar
General Nakar es un municipio filipino de primera clase, perteneciente a la provincia de Quezon, en la región de Calabarzon.

## Organización territorial
Se divide en diecinueve barangayes, a saber:
- Anoling
- Banglos
- Batangan
- Catablingan
- Canaway
- Lumutan
- Mahabang Lalim
- Maigang
- Maligaya
- Magsikap
- Minahan Norte
- Minahan Sur
- Pagsangahan
- Pamplona
- Pisa
- Población
- Sablang
- San Marcelino
- Umiray

## Demografía
En 2020, tenía censados 34 225 habitantes.